# Vasile-Mihai Popov
Vasile-Mihai Popov (n. 7 iulie 1928, Galați) este un inginer român cu contribuții majore în teroria stabilității sistemelor automate, membru corespondent al Academiei Române.

## Biografia
S-a născut la Galați la 7 iulie 1928. A absolvit Facultatea de Electrotehnică, Secția de radiocomunicații din cadrul Institutului Politehnic din București în anul 1950. A fost cadru didactic la universitatea absolvită și cercetător la Institutul de Energetică al Academiei Române, unde a devenit șef de sector la 1960. 
La vârsta de 35 de ani a fost ales membru corespondent al Academiei (21 martie 1963), exclus la exilul său început în 1968,  repus în drepturi la 3 iulie 1990.
În străinătate a fost „visiting-professor” la universități din California, apoi la Departamentul de Inginerie Electrică din cadrul Universității din Maryland, iar din 1975 la Universitatea din Gainesville, Florida. La acestă din urmă universitate a devenit „Profesor Emerit” în 1993. 

## Opera
În 1957 a publicat lucrarea On the extension of Lurie conditions for stability, care marchează contribuția sa de pionierat în studiul stabilității sistemelor neliniare de reglare automată.
În 1966 a publicat lucrarea Hyperstabilitatea sistemelor automate, reluată cu completări în 1973 (L’hyperstabilité des systèmes automatiques; Hyperstability of Control Systems), în care a definit patru concepte teoretice: teoria pozitivității, teoria hiperstabilității, înglobarea problemelor de stabilitate absolută în problematica hiperstabilității, enunțarea celor 16 condiții echivalente de controlabilitate, printre care și așa-numitul „criteriu Popov-Belevizch-Hautus”.  Criterul său de stabilitate înclocuiește criteriul lui Liapunov, cu care este compatibil, fiind altă cale de a determina stabilitatea unui sistem. Popov a fost primul care a descoperit „invarianții geometrici” ai sistemelor lineare care respectă un „grup de transformări” și a introdus o formă „canonică” care descrie în mod unic un sistem multvariabil. Volumul său, publicat de Editura Academiei în variantă românească și cea de limbă franceză, a fost tradus și publicat în limbile engleză, franceză și rusă la editurile Springer, respectiv Dunod, Nauka. În reviste a publicat mult și înainte și după ce a plecat din țară. 
Are și aplicații practice nu numai teoretice, cunoscute fiind cele realizate până la emigrare. 

## Volume publicate
Hiperstabilitatea sistemelor automate, București, Editura Academiei, 1966.
Hyperstability of control systems, Editura Academiei; Springer-Verlag, București, Berlin, 1973
L’hyperstabilité des systèmes automatiques, Dunod, Paris, 1973
Giperustojcivost' avtomaticeskih sistem, Izdatelstvo Nauka, Moskva, 1970